# Studio Fantasia
Y.K. Studio Fantasia (jap. 有限会社スタジオ・ファンタジア, Yūgen-gaisha Sutajio Fantajia) ist ein japanisches Produktionsstudio für Animes. Gegründet wurde das Unternehmen am 12. Oktober 1983 von Tomohisa Iizuka (飯塚 智久), der zuvor beim Studio Tsuchida Production arbeitete.

## Geschichte
Das erste eigenständige Werk war die Episode Sotsugyō Album: Cream Lemon Meibamenshū (卒業アルバム くりいむレモン名場面集) der Hentai-Anthologie Shin Cream Lemon von 1987. 1988 folgte eine Animationsassistenz bei Gainax’ Gunbuster. Auch danach folgten mit Gainax noch weitere Zusammenarbeiten bei Honō no Tenkōsei und Otaku no Video, beide von 1991. Das erste eigene vollständige Werk war Project A-ko 3: Cinderella Rhapsody von 1988. 2001 folgte mit Najica die erste eigene Fernsehserie. Ab 2009 trat das Studio, abgesehen von einer OVA zu Nozoki Ana (2013), nur noch als Animationsarbeiten unterstützendes aber nicht mehr Produktionen leitendes Unternehmen in Erscheinung. Am 16. November 2016 meldete Studio Fantasia Konkurs an.

## Werke
Folgende Produktionen wurden von Studio Fantasia leitend animiert:

### Original Video Animations
- 1988: Project A-ko 3: Cinderella Rhapsody
- 1989: Demon Hunter Makaryūdo
- 1989: Makaryūdo
- 1989: Project A-ko: Kanketsuhen
- 1990: A-Ko The VS
- 1990: Kōnai Shasei
- 1991: Exper Zenon
- 1991: Mōryō Senki Madara
- 1994: Aozora Shōjotai
- 1994: Compiler
- 1995: Compiler Festa
- 1995: Sotsugyō – Graduation
- 1995: Sotsugyō: Sailor Victory
- 1996: Fire Emblem: Monshō no Nazo
- 1997: Agent AIKa
- 2000: Honō no Labyrinth
- 2003: Lingeries
- 2004: Stratos 4
- 2005: Kirameki Project
- 2005: Saishū Heiki Kanojo – Another Love Song
- 2005: Sentō Yōsei Shōjo: Tasukete! Mave-chan
- 2005: Stratos 4: Advance
- 2006: Stratos 4: Advance Kanketsu-hen
- 2007: AIKa R-16: Virgin Mission
- 2009: AIKa Zero
- 2013: Nozoki Ana

### Weitere Anime-Produktionen
- 2001: Najica (Fernsehserie)
- 2003: Die Ewigkeit, die du dir wünschst (Fernsehserie)
- 2003: Stratos 4 (Fernsehserie)
- 2006: Sōkō no Strain (Fernsehserie)
- 2008: Crystal Blaze (Fernsehserie)